# Gnypeta brincki
Gnypeta brincki är en skalbaggsart som beskrevs av Mary E. Palm 1966. Gnypeta brincki ingår i släktet Gnypeta, och familjen kortvingar. Enligt den finländska rödlistan är arten nära hotad i Finland. Arten är reproducerande i Sverige. Artens livsmiljö är sandstränder vid sötvatten.